# Victoria Larrière
Victoria Larrière (* 2. Mai 1991 in Martigues) ist eine ehemalige französische Tennisspielerin.

## Karriere
Larrière wurde 2011 Profispielerin. Sie gewann auf Turnieren des ITF Women’s Circuit bislang neun Titel im Einzel und zehn im Doppel.
2012 erhielt sie eine Wildcard für die French Open, unterlag dort aber in der ersten Runde Marija Kirilenko glatt in zwei Sätzen.
Seit Juni 2013 war Larrière nur noch einmal 2015 in der Qualifikation zu einem ITF-Turnier angetreten; sie wurde in den Weltranglisten zwischenzeitlich nicht mehr geführt.
Die Saison 2016 begann sie mit einer Finalteilnahme in Hammamet; an gleicher Stelle konnte sie dann im Februar ihr erstes Turnier seit über drei Jahren gewinnen. Sie besiegte dort die Ägypterin Sandra Samir mit 6:1 und 6:4.
Ihr letztes Profi-Turnier spielte sie im Oktober 2016 in Équeurdreville-Hainneville. Seit 2. Oktober 2017 wird sie nicht mehr in der Weltrangliste geführt.

## Turniersiege

### Einzel
| Nr. | Datum            | Turnier        | Kategorie   | Belag     | Finalgegnerin           | Ergebnis      |
| --- | ---------------- | -------------- | ----------- | --------- | ----------------------- | ------------- |
| 1.  | 16. Mai 2010     | Tortosa        | ITF $10.000 | Sand      | An-Sophie Mestach       | 7:5, 4:6, 6:4 |
| 2.  | 26. Juni 2010    | Gausdal        | ITF $10.000 | Hartplatz | Karen Barbat            | 6:1, 6:2      |
| 3.  | 3. Juli 2010     | Gausdal        | ITF $10.000 | Hartplatz | Gail Brodsky            | 6:3, 6:4      |
| 4.  | 14. Mai 2011     | Teneriffa      | ITF $10.000 | Hartplatz | Ximena Hermoso          | 6:1, 6:1      |
| 5.  | 25. Juni 2011    | Alcobaça       | ITF $10.000 | Hartplatz | Garbiñe Muguruza Blanco | 6:3, 3:6, 6:3 |
| 6.  | 10. Juli 2011    | Valladolid     | ITF $10.000 | Hartplatz | Aranza Salut            | 6:2, 7:66     |
| 7.  | 28. August 2011  | Istanbul       | ITF $50.000 | Hartplatz | Sarah Gronert           | 6:3, 1:6, 7:5 |
| 8.  | 14. Oktober 2012 | Margaret River | ITF $25.000 | Hartplatz | Olivia Rogowska         | 6:3, 6:3      |
| 9.  | 21. Februar 2016 | Hammamet       | ITF $10.000 | Sand      | Sandra Samir            | 6:1, 6:4      |

### Doppel
| Nr. | Datum             | Turnier    | Kategorie   | Belag             | Partnerin        | Finalgegnerinnen                           | Ergebnis         |
| --- | ----------------- | ---------- | ----------- | ----------------- | ---------------- | ------------------------------------------ | ---------------- |
| 1.  | 20. Juni 2009     | Gausdal    | ITF $10.000 | Hartplatz         | Zuzana Linhová   | Helene Auensen Malou Ejdesgaard            | 3:6, 6:4, [10:0] |
| 2.  | 27. Juni 2009     | Gausdal    | ITF $10.000 | Hartplatz         | Zuzana Linhová   | Elizaveta Kuzmina Margarita-Greta Skripnik | 6:0, 6:2         |
| 3.  | 17. Januar 2010   | Glasgow    | ITF $10.000 | Hartplatz (Halle) | Anna Smith       | Clerico Nicole Liana-Gabriela Ungur        | 6:4, 6:4         |
| 4.  | 31. Januar 2010   | Grenoble   | ITF $10.000 | Hartplatz (Halle) | Irina Ramialison | Mallory Cecil Megan Moulton-Levy           | 6:3, 6:4         |
| 5.  | 18. Juli 2010     | Cáceres    | ITF $10.000 | Hartplatz         | Jade Hopper      | Georgina García Pérez Kim-Alice Grajdek    | 7:5, 6:4         |
| 6.  | 24. Juli 2010     | A Coruña   | ITF $25.000 | Hartplatz         | Jade Hopper      | Leticia Costas-Moreira Inés Ferrer Suárez  | 7:66, 6:1        |
| 7.  | 20. August 2010   | Innsbruck  | ITF $10.000 | Sand              | Elixane Lechemia | Xenia Knoll Amra Sadikovic                 | kampflos         |
| 8.  | 10. Juli 2011     | Valladolid | ITF $10.000 | Hartplatz         | Malou Ejdesgaard | Vanesa Furlanetto Aranza Salut             | 6:0, 6:3         |
| 9.  | 24. Juli 2011     | A Coruña   | ITF $25.000 | Hartplatz         | Tímea Babos      | Leticia Costas-Moreira Inés Ferrer Suárez  | 7:5, 6:3         |
| 10. | 1. September 2012 | Cairns     | ITF $25.000 | Hartplatz         | Monique Adamczak | Tyra Calderwood Tammi Patterson            | 6:2, 1:6, [10:5] |